# UAZ–452

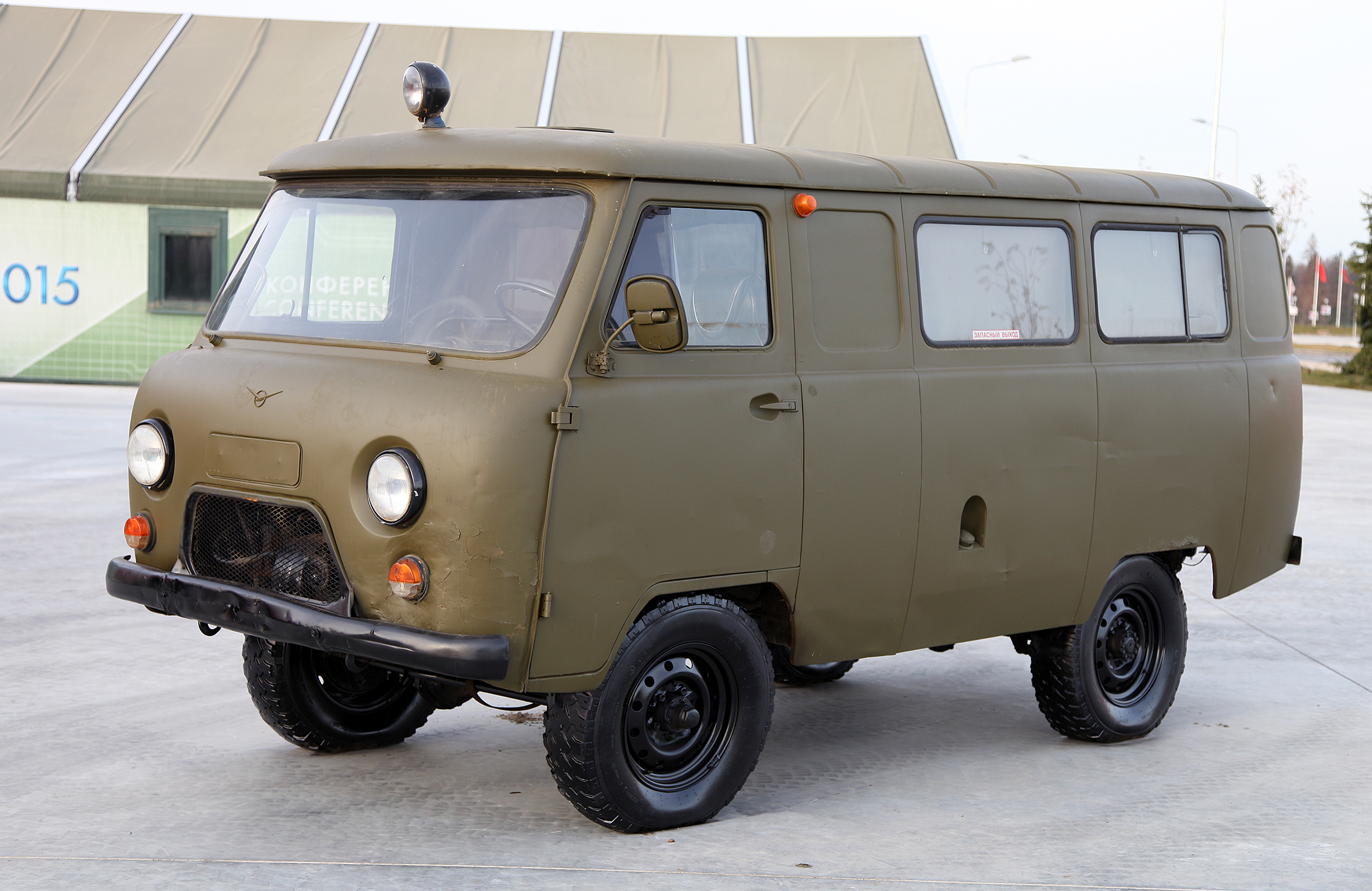
Az UAZ–452 elölnézete

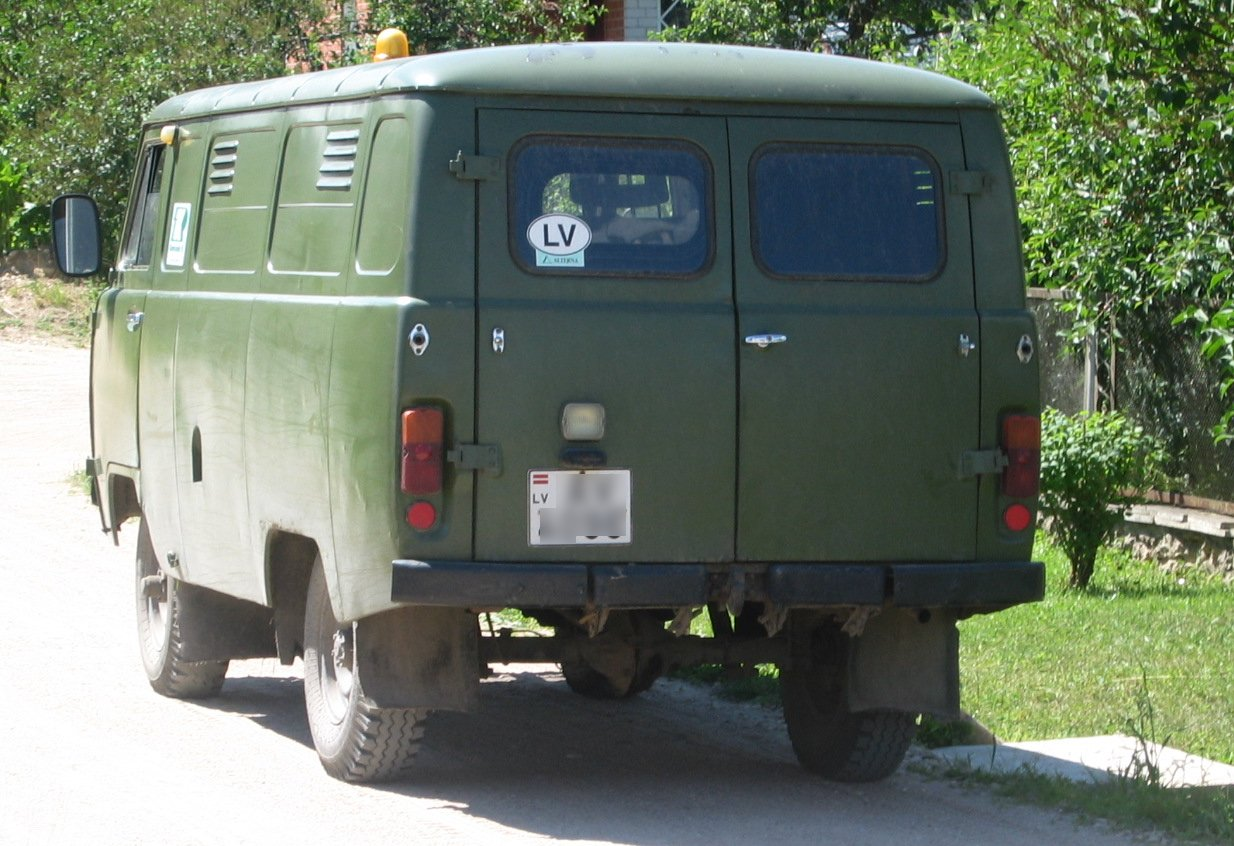
Az UAZ–452 hátulnézeti képe

Az UAZ–452 az Uljanovszki Autógyár (UAZ) 1958 óta gyártott terepjáró kisbusza. Népszerű neve Buhanka (jelentése: cipó). Platós kistehergépkocsi változata az UAZ–452D. A Magyar Honvédségnél is rendszeresítve volt, főleg híradós, tűzszerész, utász és orvosi alakulatoknál. Azóta is gyakran használják a civil életben, pl. az önkéntes tűzoltók, erdészek, cserkészcsapatok, vadászok, szőlészeti-mezőgazdasági munkások. A jármű az UAZ–450 továbbfejlesztett változata.

## Típusváltozatok
- UAZ–452A – Mentő változat. Az utastérben négy hordágyat, vagy padon 6 ülő személyt lehet elhelyezni. Az alapmodellel megegyező felfüggesztése van, ami a mentő funkcióhoz kényelmetlen menettulajdonságokat biztosít.
- UAZ–452K – Háromtengelyes, 16 személyes kísérleti változat 1973-ból. A plusz hajtott kerékpár beépítésével a tapadás, és így a terepjáró tulajdonságok javítását kívánták elérni. 6×4-es és 6×6-os hajtásképletű kivitelben is készült. A konstrukció végül nem vált be. Jelentős lett a tömegnövekedés, ennek következtében nőtt a fogyasztás és a menettulajdonságok sem javultak a kívánt mértékben. Így a nagy sorozatú gyártását elvetették. Georgiában azonban kis sorozatban gyártották 1988–1994 között, évi kb. 50 db-os mennyiségben. Ezeket a járműveket a Kaukázus nehezen járható térségeiben használják.

## Műszaki adatok
Motorja a Volga-Menti Motorgyár által gyártott ZMZ–451 E típusú soros, négyhengeres, felülszelepelt, benzinmotor, amely a GAZ–21 Volga személygépkocsiban használt belső égésű motor módosított változata.
- Összlökettérfogat: 2445 cm³
- Legnagyobb teljesítmény: 70 LE (4000/min)
- Elektromos rendszer: 12 V
- Erőátvitel: 4+1 fokozatú, tolókerekes sebességváltó, a III. és a IV. fokozat szinkronizált, egytárcsás, száraz tengelykapcsoló, kétfokozatú, mechanikus osztómű, alapban hátsókerékhajtással, külső szereléssel az első kerekeknél külön-külön beállítható összkerékhajtással
- Felépítés: U keresztmetszetű, sajtolt acélidomokból hegesztett létraváz, kétszemélyes vezetőtér, elöl és hátul félelliptikus laprugók hidraulikus lengéscsillapítóval
- Méretek, tömeg: Hosszúság 4360 mm, szélesség 1940 mm, magasság 2090 mm, tengelytáv 2300 mm, hasmagasság 220 mm, saját tömeg 1720 kg, rakodótér 2730×1820×1320 mm, terepszög elöl 36°, hátul 30°, lejtőmászó képesség 30°, gázlóképesség 0,7 m, az üzemanyagtartály térfogata 56+30 liter
- Menetteljesítmények: Legnagyobb sebesség 90 km/óra (de tapasztalat szerint képes valamivel 100 km/óra feletti sebességre is), hatótávolság 570 km, átlagos tüzelőanyag-fogyasztás 14,5 l/100 km